# Scolecura
Genre
Scolecura est un genre d'araignées aranéomorphes de la famille des Linyphiidae.

## Distribution
Les espèces de ce genre se rencontrent en Amérique du Sud.

## Liste des espèces
Selon World Spider Catalog (version 16.5, 27/11/2015) :
- Scolecura cambara Rodrigues, 2005
- Scolecura cognata Millidge, 1991
- Scolecura parilis Millidge, 1991
- Scolecura propinqua Millidge, 1991

## Publication originale
- Millidge, 1991 : Further linyphiid spiders (Araneae) from South America. Bulletin of the American Museum of Natural History, no 205, p. 1-199 (texte intégral).